# Paramelomys moncktoni
Paramelomys moncktoni és una espècie de mamífer rosegador de la família dels múrids. És endèmic de Papua Nova Guinea, on viu a altituds d'entre 0 i 700 msnm. El seu hàbitat natural són els boscos tropicals humits de plana. Es creu que no hi ha cap amenaça significativa per a la supervivència d'aquesta espècie, encara que el seu medi està afectat per la tala d'arbres, la mineria de níquel i l'expansió dels camps de conreu. L'espècie fou anomenada en honor del capità Charles Arthur Whitmore Monckton.